# Giải bóng đá hạng ba quốc gia Cộng hòa Síp 1989–90
Giải bóng đá hạng ba quốc gia Cộng hòa Síp 1989–90 là mùa giải thứ 19 của giải bóng đá hạng ba Cộng hòa Síp. APEP Pelendriou giành danh hiệu đầu tiên.

## Thể thức thi đấu
Có 14 đội bóng tham gia Giải bóng đá hạng ba quốc gia Cộng hòa Síp 1989–90. Tất cả các đội thi đấu với nhau hai lần, một ở sân nhà và một ở sân khách. Đội bóng nhiều điểm nhất vào cuối mùa giải sẽ là đội vô địch. Hai đội đầu bảng sẽ lên chơi ở Giải bóng đá hạng nhì quốc gia Cộng hòa Síp 1990–91. Ba đội cuối bảng xuống chơi tại Giải bóng đá hạng tư quốc gia Cộng hòa Síp 1990–91.

### Hệ thống điểm
Các đội bóng nhận được 2 điểm cho một trận thắng, 1 điểm cho một trận hòa và 0 điểm cho một trận thua.

## Bảng xếp hạng
| Vị thứ | Đội bóng                  | St. | T. | H. | B. | BT. | BB. | BT. | Đ  | Ghi chú                                                                 |
| ------ | ------------------------- | --- | -- | -- | -- | --- | --- | --- | -- | ----------------------------------------------------------------------- |
| 1      | APEP Pelendriou           | 26  |    |    |    | 63  | 22  | +41 | 43 | Vô địch-Thăng hạng Giải bóng đá hạng nhì quốc gia Cộng hòa Síp 1990–91. |
| 2      | Ermis Aradippou FC        | 26  |    |    |    | 57  | 24  | +33 | 39 | Thăng hạng Giải bóng đá hạng nhì quốc gia Cộng hòa Síp 1990–91.         |
| 3      | ENTHOI Lakatamia FC       | 26  |    |    |    | 53  | 28  | +25 | 29 |                                                                         |
| 4      | AEK Katholiki             | 26  |    |    |    | 33  | 22  | +11 | 27 |                                                                         |
| 5      | Othellos Athienou FC      | 26  |    |    |    | 35  | 32  | +3  | 26 |                                                                         |
| 6      | Adonis Idaliou            | 26  |    |    |    | 47  | 46  | +1  | 25 |                                                                         |
| 7      | Ethnikos Assia FC         | 26  |    |    |    | 34  | 32  | +2  | 25 |                                                                         |
| 8      | Apollon Lympion           | 26  |    |    |    | 31  | 29  | +2  | 24 |                                                                         |
| 9      | PAEEK FC                  | 26  |    |    |    | 29  | 33  | -4  | 24 |                                                                         |
| 10     | OXEN Peristeronas         | 26  |    |    |    | 31  | 33  | -2  | 24 |                                                                         |
| 11     | ASO Ormideia              | 26  |    |    |    | 41  | 46  | -5  | 19 |                                                                         |
| 12     | Orfeas Athienou           | 26  |    |    |    | 31  | 49  | -18 | 19 | Xuống hạng Giải bóng đá hạng tư quốc gia Cộng hòa Síp 1990–91.          |
| 13     | Neos Aionas Trikomou      | 26  |    |    |    | 14  | 47  | -33 | 18 | Xuống hạng Giải bóng đá hạng tư quốc gia Cộng hòa Síp 1990–91.          |
| 14     | Kentro Neotitas Maroniton | 26  |    |    |    | 29  | 65  | -36 | 9  | Xuống hạng Giải bóng đá hạng tư quốc gia Cộng hòa Síp 1990–91.          |

Hệ thống điểm: Thắng=2 điểm, Hòa=1 điểm, Thua=0 điểm
Luật xếp hạng: 1) Điểm, 2) Hiệu số, 3) Bàn thắng